# Arte moderna em Portugal
A arte moderna em Portugal vai desde as últimas décadas do século XVIII até ao início do século XX. Foi uma era rica em movimentos diversificados tanto na arquitetura como nas artes plásticas; pode dividir-se desta forma:
- Neoclassicismo
- Romantismo
  - Neo-gótico
  - Neomanuelismo
  - Neo-árabe
- Realismo
- Naturalismo
- Arquitetura do ferro
- Arte nova
- Art déco